# Falling Down (Oasis)
Falling Down è una canzone della band inglese Oasis, estratta come terzo singolo dall'album Dig Out Your Soul il 9 marzo 2009 e il giorno prima nei formati digitali. Tra i singoli di Dig Out Your Soul è il primo che contiene un inedito come b-side: Those Swollen Hand Blues. Per oltre dieci anni, prima della pubblicazione dell'inedito Don't Stop... nel 2020, è stato l'ultimo singolo della carriera del gruppo.
La canzone è stata scelta per la sigla di apertura della serie anime Higashi no Eden di Kenji Kamiyama, in uscita ad aprile 2009. Si tratta della prima collaborazione degli Oasis ad una serie di anime.

## Canzone
Scritta e cantata da Noel Gallagher, la canzone è stata trasmessa per la prima volta a metà luglio 2008, dalla radio canadese the Edge 102.1, in una versione remixata dai Chemical Brothers (tale versione è presente nel singolo The Shock of the Lightning). La versione album, invece, è stata resa disponibile per l'acquisto su iTunes a partire dal 14 luglio 2008.
La si può definire come un brano di pop acido, misto ad un tocco elettronico simile a quello della canzone Setting Sun dei Chemical Brothers, in cui aveva collaborato anche Noel.
Nella canzone è presente il verso: "catch the wheel that breaks the butterfly (acchiappa la ruota che rompe la farfalla)", sicuramente una citazione della frase "Who Breaks a Butterfly Upon a Wheel?" di Alexander Pope, poeta cattolico inglese, proveniente dalla sua opera Epistle to Dr. Arbuthnot del 1755. La frase allude all'impiego di uno sforzo eccessivo per arrivare a qualcosa di poco importante.

## Video musicale
Nel controverso videoclip del brano, diretto da WIZ, la protagonista è una donna che, a quanto pare, fa parte della famiglia reale britannica e conduce una doppia vita, ritratta come una solitudine "controllata" e che si svolge tra party, droghe e notti insonni. Si è ipotizzato che il comportamento della donna sia un riferimento alla Principessa Margaret. La 'principessa' incontra la band in occasione di una festa organizzata dalla famiglia reale e sorride ai fratelli Gallagher e al resto del gruppo, ma costoro la guardano con indifferenza, disapprovando il modo in cui nasconde il suo stile di vita festaiolo. Quando la donna porge loro la mano, essi si rifiutano di stringerla, in particolar modo Noel, che dice "no!" con un cenno del capo e si ritrae con sdegno. Alla fine del video compare, in un videomontaggio, il principe Carlo di Galles al fianco della donna.
Secondo quanto dichiarato da un portavoce della band, il video è incentrato sul tema della fama, della celebrità e delle vite segrete e non è direttamente legato alla canzone.

## Formazione
- Noel Gallagher - voce, chitarra ritmica, pianoforte
- Gem Archer - chitarra solista
- Andy Bell - basso
- Zak Starkey - batteria
- Jay Darlington - elettrofono, mellotron

## Tracce
CD single
1. Falling Down (album version) – 4:27
2. Those Swollen Hand Blues – 3:20
3. Falling Down (The Gibb Mix) – 5:12
4. Falling Down (The Prodigy version) – 4:32

7" vinyl
1. Falling Down (album version) – 4:27
2. Those Swollen Hand Blues

12" vinyl
1. Falling Down (Amorphous Androgynous A Monstrous Psychedelic Bubble remix) - 22:27

Digital bundle 1
1. Falling Down (album version) – 4:27
2. Those Swollen Hand Blues
3. Falling Down (demo)

Digital bundle 2
1. Falling Down (The Gibb Mix)
2. Falling Down (The Prodigy version)
3. Falling Down (Amorphous Androgynous A Monstrous Psychedelic Bubble remix) – 22:27

CD single giapponese
1. Falling Down (album version) – 4:25
2. Those Swollen Hand Blues – 3:19
3. Falling Down (Amorphous Androgynous A Monstrous Psychedelic Bubble Mix) – 22:25
4. Falling Down (The Gibb Mix) – 5:10
5. Falling Down (The Prodigy version) – 4:31

## Classifiche
| Classifica (2009) | Posizione massima |
| ----------------- | ----------------- |
| Canada            | 45                |
| Canada (digital)  | 24                |
| Germania          | 82                |
| Giappone          | 41                |
| Irlanda           | 26                |
| Italia            | 19                |
| Paesi Bassi       | 71                |
| Regno Unito       | 10                |
| Svezia            | 26                |